# William Kruskal
William Henry Kruskal (Nova Iorque, 10 de outubro de 1919 — Chicago, 21 de abril de 2005) foi um matemático e estatístico estadunidense.
Filho de Lillian Oppenheimer, pioneira e difusora do origami nos Estados Unidos. Irmão dos também matemáticos Joseph Kruskal e Martin Kruskal. Estudou matemática na Universidade Harvard, e obteve o doutorado em 1955 na Universidade Columbia. Foi mais tarde professor da Universidade de Chicago.
De 1958 a 1961 foi editor do Annals of Mathematical Statistics. Em 1971 foi presidente do Instituto de Estatística Matemática, e em 1982 presidente da American Statistical Association.
Em 1990 tornou-se professor emérito.

## Obras
- (com W. A. Wallis) "Use of ranks in one-criterion analysis of variance."  Journal of the American Statistical Association 47 (1952): 583–621.
- (com L. Goodman) "Measures of association for cross classifications." Journal of the American Statistical Association 49 (1954): 732–764.
- (com L. Goodman) "Measures of Association for Cross Classifications. II: Further Discussion and References." Journal of the American Statistical Association 54 (1959): 123–163.
- (com L. Goodman) "Measures of association for cross classification III: Approximate Sampling Theory." Journal of the American Statistical Association 58 (1963): 310–364.
- "The coordinate-free approach to Gauss-Markov estimation, and its application to missing and extra observations." Proceedings of the Fourth Berkeley Symposium on Mathematical Statistics and Probability 1 (1961): 435–451.
- "When are Gauss-Markov and least squares estimators identical? A coordinate-free approach." Annals of Mathematical Statistics 39 (1968): 70–75.